# Пелчиці (гміна)
Гміна Пелчице (пол. Gmina Pełczyce) — місько-сільська гміна у північно-західній Польщі. Належить до Хощенського повіту Західнопоморського воєводства.
Станом на 31 грудня 2011 у гміні проживало 8108 осіб.

## Територія
Згідно з даними за 2007 рік площа гміни становила 200.81 км², у тому числі:
- орні землі: 70.00%
- ліси: 19.00%

Таким чином, площа гміни становить 15.12% площі повіту.

## Населення
Станом на 31 грудня 2011:
| Опис     | Загалом | Загалом | Чоловіки | Чоловіки | Жінки | Жінки |
| -------- | ------- | ------- | -------- | -------- | ----- | ----- |
| одиниця  | осіб    | %       | осіб     | %        | осіб  | %     |
| все      | 8108    | 100     | 4104     | 50.62    | 4004  | 49.38 |
| міське   | 2717    | 100     | 1357     | 49.94    | 1360  | 50.06 |
| сільське | 5391    | 100     | 2747     | 50.96    | 2644  | 49.04 |

## Сусідні гміни
Гміна Пелчице межує з такими гмінами: Барлінек, Доліце, Кшенцин, Стшельце-Краєнське, Хощно.